# Her-Ejamat jezici
Her-Ejamat jezici (privatni kod: here), malena jezična podskupina šire skupine jola, koji se govore poglavito u Gvineji Bisau i Senegalu. S jezicima gusilay (2), jola-fonyi (1) i jola-kasa (1) iz Senegala čini centralne jola jezike. 
Her-ejamatska podskupina obuhvaća dva jezika, to su jola-felupe [eja] s 26.000 govornika i kerak [hhr] kojim govori 13.200 (2006) ljudi u Senegalu.
Naziv her-ejamat dolazi po imenima jezika her ili kerak i ejamat ili Jola-Felupe.

## Vanjske poveznice
- Ethnologue (14th)
- Ethnologue (15th)